# Kotisaari (ö i Södra Savolax, Nyslott, lat 61,73, long 28,68)
Kotisaari är en ö i Finland. Den ligger i sjön Pihlajavesi och i kommunen Nyslott i  landskapet Södra Savolax, i den sydöstra delen av landet, 260 km nordost om huvudstaden Helsingfors. Öns area är 0,9 hektar och dess största längd är 180 meter i nord-sydlig riktning.